# Landsberger Gemenge
Landsberger Gemenge ist eine in Leguminosen-Gras-Gemengesaat ausgebrachte landwirtschaftliche Grünfutterkultur für mittlere bis bessere Böden. Es besteht in der Regel aus Zottelwicke (Vicia villosa) (21 kg/ha), Inkarnatklee (Trifolium incarnatum) (9 kg/ha) und Welschem Weidelgras (Lolium multiflorum) (30 kg/ha).
Neben der Futtergewinnung dient das Gemenge auch der Stickstoff-Zufuhr und Erzielung anderer Vorfruchtwirkungen. Da das Gemenge erst spät (Mitte Mai) das Feld räumt, kommen nur wenige Hauptfrüchte als Folgekultur in Frage (siehe auch Feldgraswirtschaft). Aus futterbaulicher Sicht ist vor allem der Rohproteinertrag hoch einzuschätzen. Das Gemenge wird von den Tieren gern gefressen, solange der Inkarnatklee nicht blüht. Daher liegt der günstigste Schnittbeginn beim Knospenstadium des Inkarnatklees.
Die pflanzensoziologische Stabilität des Landsberger Gemenges hängt von der gegenseitigen Konkurrenzfähigkeit der zu kombinierenden Arten, insbesondere der Nichtleguminose ab. Tiefe Temperaturen ohne schützende Schneedecke führen zum Ausfall des Inkarnatklees.

## Ursprung
Das Landsberger Gemenge geht auf Versuche zurück, die in den 1920er-Jahren von Professor Freckmann in den Preußischen Landwirtschaftlichen Versuchs- und Forschungsanstalten durchgeführt wurden. Der Name „Landsberger Gemenge“ bezieht sich auf den Standort dieser Anstalten in Landsberg an der Warthe.